# Willem van Nieuwenhoven jr.
Willem van Nieuwenhoven jr.  (Dordrecht, 23 januari 1913 – Laren, 1 september 1989) was een Nederlands kunstschilder, tekenaar en illustrator.

## Biografie
Van Nieuwenhoven werd geboren in een kunstenaarsgezin, als zoon van de schilders Willem van Nieuwenhoven (1879-1973) en Johanna Catharina Maria (Maria) Stempels (1884-1940), die was gespecialiseerd in stillevens. Hij leerde schilderen van zijn vader en volgde een opleiding aan de Kunstnijverheidsschool in Amsterdam. Hij werkte vervolgens als reclametekenaar met modetekeningen in dagbladen, illustraties voor kinderboeken en ontwerpen voor reclamebrochures.
Hij illustreerde en ontwierp boekbanden voor diverse boeken van A.D. Hildebrand, waaronder De Zilveren Spiegel in 1941, Het Vrouwtje van Stavoren in 1943 en Ali Baba en de Veertig Rovers voor uitgeverij A. Rutgers in Naarden. Hij maakte illustraties voor het watersportblad De Waterkampioen. Tijdens zijn opleiding had Van Nieuwenhoven jr. de zogenaamde scraperboardtechniek geleerd. In het Friese Eernewoude maakte hij een grote muurschildering.
Eerst werkte hij in zijn ouderlijk huis op de Lage Vuurscheweg 21 en verhuisde later naar de Jagersweg 13 in Laren dat het Internationaal schildersatelier werd genoemd en bleef daar vijftig jaar wonen en werken.